# Moon Ribas
Moon Ribas, née le 24 mai 1985 à Mataró, est une artiste chorégraphe espagnole, connue pour s'être implantée un sensor sismique dans le coude afin de ressentir les vibrations des tremblements de terre.

## Biographie
Moon Ribas étudie la chorégraphie au Dartington College of Arts (en). Depuis 2007, elle mène des expériences avec des appareils cybernétiques.
Avec Neil Harbisson, Moon Ribas fonde en 2011 la Fondation Cyborg, une organisation internationale pour aider les êtres humains à devenir des cyborgs. En 2013, elle choisit de s'implanter une puce qui reçoit les signaux de différents sismographes sur terre. Les séismes de 2015 au Népal la réveillent pendant la nuit. Elle se définit alors comme un cyborg. Elle transforme les flux vibratoires en une chorégraphie dans un projet de danse surnommé Seismic Sense qui cherche à transformer les flux de données en flux d'énergie. En 2016, elle affirme vouloir transférer l'implant dans ses pieds, et se connecter avec l'activité sismique lunaire.